# Brascom BR-1000M
Brascom BR-1000M (BR-1000M) је био професионални рачунар фирме Brascom који је почео да се производи у Бразилу од 1982. године.
Користио је  као микропроцесор. RAM меморија рачунара је имала капацитет од 64 KB + 64 KB за сваки терминал (до 6). 
Као оперативни систем кориштен је CP/M, BR1000 (као Cromemco Unix OS).

## Детаљни подаци
Детаљнији подаци о рачунару BR-1000M су дати у табели испод.
|                       |                                                                   |
| [ 1 ]                 |                                                                   |
| Произвођач            |                                                                   |
| Тип                   | професионални рачунар                                             |
| Меморија              | 64 + 64 за сваки терминал (до 6)                                  |
| Поријекло             | Бразил                                                            |
| Година                | 1982                                                              |
| Тастатура             | пуни помак тастера тастатура са нумеричком тастатуром, 69 тастера |
| Процесор              |                                                                   |
| Фреквенција процесора | 4-6                                                               |
| RAM                   | 64 + 64 за сваки терминал (до 6)                                  |
| ROM                   | 6                                                                 |
| Текст                 | 25 линија x 80 знакова                                            |
| Графика               | да, у задњим моделима                                             |
| Боја                  | једна боја                                                        |
| Звук                  | мали звучник                                                      |
| Димензије             | 38 (ширина) x 37 (дубина) x 16 (висина) / 14                      |
| Портови               |                                                                   |
| Оперативни систем     |                                                                   |